# Juan Vicente Chiarino
Juan Vicente Chiarino Ravenna (* 25. Dezember 1901 in Montevideo; † 29. Juni 1989 ebenda) war ein uruguayischer Jurist und Politiker.
Juan Vicente Chiarino studierte Rechtswissenschaften an der juristischen Fakultät der Universidad de la República und war später als Rechtsanwalt tätig. Der promovierte Chiarino wirkte zudem als Journalist. Als solcher war er Direktor der Zeitung El Bien Público und schrieb für El Amigo. Chiarino, der der Unión Cívica angehörte, hatte in der 34. und 35. Legislaturperiode als Repräsentant des Departamentos Montevideo erstmals vom 2. Mai 1944 bis zum 12. August 1947 für den zurückgetretenen Dardo Regules und vom 15. September 1947 bis zum 15. März 1948 ein Mandat als stellvertretender Abgeordneter in der Cámara de Representantes inne. In der 35., 36. und 37. Legislaturperiode nahm er mit Unterbrechungen in der 35. Wahlperiode ein Titularmandat als Senator in der Cámara de Senadores bis zu seinem Rücktritt am 7. Mai 1958 wahr. Chiarino war vom 1. März 1985 bis zum 18. November 1987 Verteidigungsminister von Uruguay.

## Zeitraum seiner Parlamentszugehörigkeit
- 2. Mai 1944 bis 14. Februar 1947 (Cámara de Representantes, 34. Legislaturperiode (LP))
- 15. Februar 1947 bis 12. August 1947 (Cámara de Representantes, 35. LP)
- 12. August 1947 bis 13. September 1947 (Cámara de Senadores, 35. LP)
- 15. September 1947 bis 15. März 1948 (Cámara de Representantes, 35. LP)
- 5. April 1948 bis 12. Mai 1948 (Cámara de Senadores, 35. LP)
- 28. Juni 1950 bis 12. Februar 1951 (Cámara de Senadores, 35. LP)
- 15. Februar 1951 bis 14. Februar 1955 (Cámara de Senadores, 36. LP)
- 15. Februar 1955 bis 7. Mai 1958 (Cámara de Senadores, 37. LP)